# Complexe militaro-industriel des États-Unis
 (août 2017).
Si vous disposez d'ouvrages ou d'articles de référence ou si vous connaissez des sites web de qualité traitant du thème abordé ici, merci de compléter l'article en donnant les références utiles à sa vérifiabilité et en les liant à la section « Notes et références ».

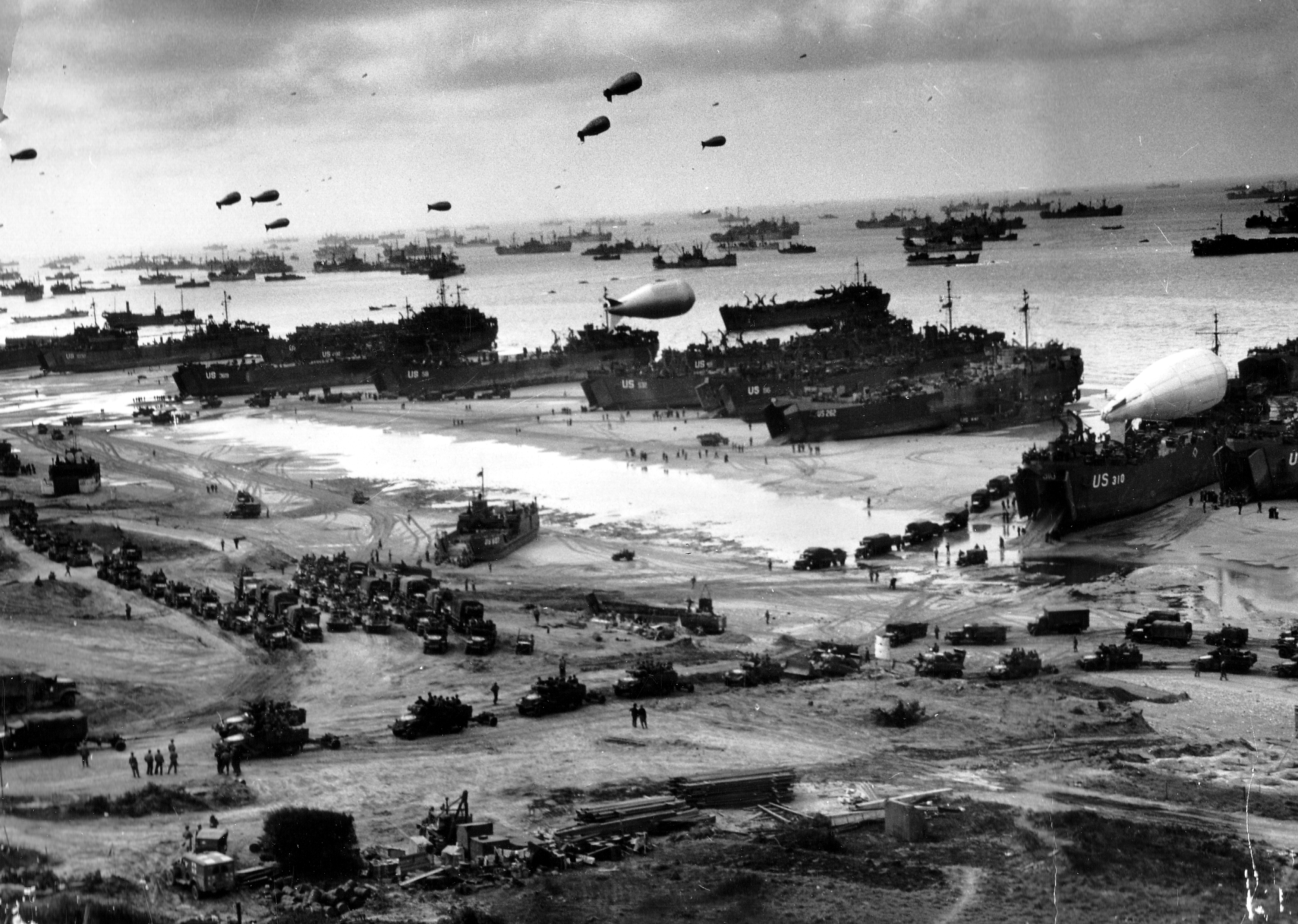
Débarquement des troupes et matériels par échouage des bateaux sur les plages normandes (juin 1944). Organiser un tel déploiement a requis un développement industriel sans précédent dans l'Histoire.

Le terme de complexe militaro-industriel (CMI), dans son acception américaine, renvoie à un concept général désignant les procédés et les relations financières liant les législateurs, les forces armées et le secteur industriel qui les soutient. Les relations en jeu comprennent le financement des campagnes, les votes au Congrès en faveur des dépenses militaires, le lobbying en faveur des bureaucraties, ainsi qu'une législation favorable au développement économique du secteur. Ces relations correspondent au fonctionnement schématique dit Iron triangle (en), relatif à la politique américaine.
Le terme de CMI est également employé dans un sens plus large, incluant le réseau entier de contrats, flux financiers et ressources brassé par les individus comme les institutions émanant des contractants dans le secteur de la Défense (en), du Pentagone, du pouvoir législatif, et du pouvoir exécutif. Les intrications de ce réseau le rendent sensibles au problème principal-agent, à l'aléa moral et à recherche de rente. Également, des cas de corruption politique sont régulièrement mis en lumière.  L'article mettant essentiellement en valeur l'aspect industriel et administratif de l'industrie de la défense.

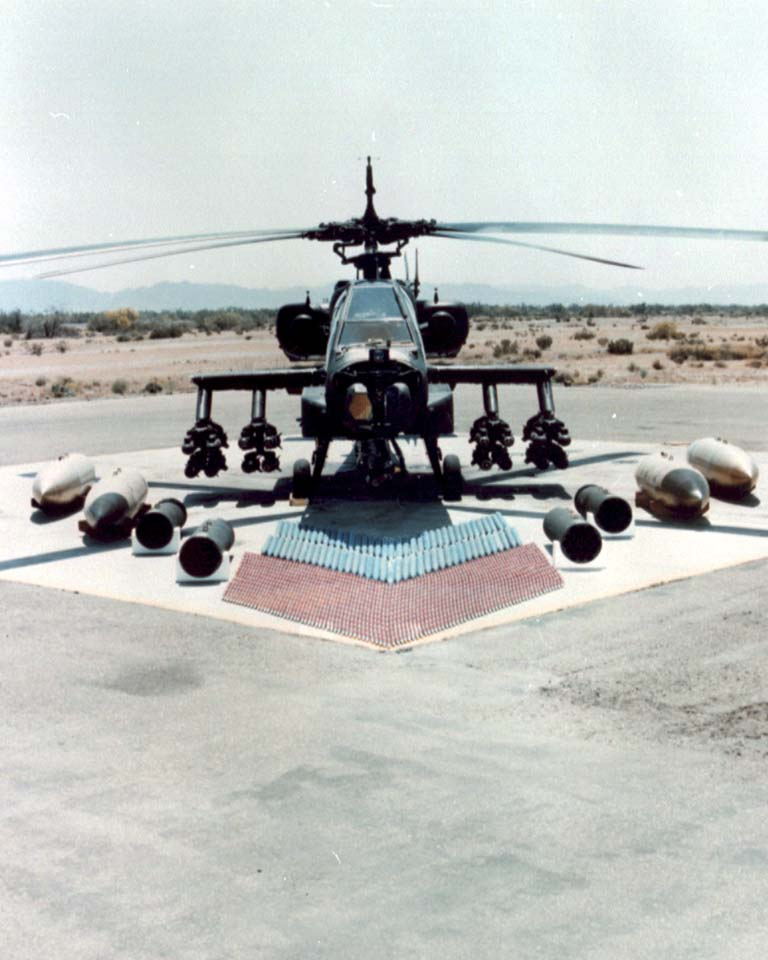
Le programme de développement de l'AH-64 Apache fut fructueux pour les entreprises co-traitantes de l'industrie de l'armement. Stratégiques pour les États-Unis, elles sont toutes implantées sur le territoire national et développent des programmes spécifiques d'armement dont certains ne peuvent passer à l'exportation, selon leur classification Défense. Son déploiement sur le terrain reste soumis à des conditions climatiques qui furent ressenties de manière assez rude dans les guerres du désert.
Un hélicoptère de combat Apache posant devant l'éventail de sa puissance de feu.

## Origine du terme
Le terme military-industrial complex provient originellement du discours de fin de mandat du président Dwight David Eisenhower, qui annonça ainsi l'avènement d'une industrie de défense permanente sur le territoire national, à l'issue des efforts produits pour emporter la Seconde Guerre mondiale, et qui mettait en garde les citoyens sur le risque que ce type d'organisation faisait peser sur la démocratie.

« Dans les conseils du gouvernement, nous devons prendre garde à l'acquisition d'une influence illégitime, qu'elle soit recherchée ou non, par le complexe militaro-industriel. Le risque d'un développement désastreux d'un pouvoir usurpé existe et persistera. »

— Extrait du discours de fin de mandat du président Eisenhower, 17 janvier 1961.
- Avec une connotation fortement péjorative, la référence au complexe militaro-industriel renvoie au triangle de fer (the iron triangle (en)), collusion institutionnelle entre l'industrie (entreprises contractantes du secteur de la Défense), l'Armée (le Pentagone), et le pouvoir politique américain (le congrès et l'exécutif) qui, structurée en cartel, agit pour des motifs économiques à l'encontre de l'intérêt du public américain.

Avant que le président Eisenhower ne prononce son discours, ce qui allait devenir le complexe militaro-industriel, selon le terme introduit par le président, était l'industrie de l'armement la plus importante du monde libre depuis la Seconde Guerre mondiale ; celle-ci fut quasiment créée ex nihilo.
voir aussi : Budget de défense des États-Unis

## Première Guerre mondiale

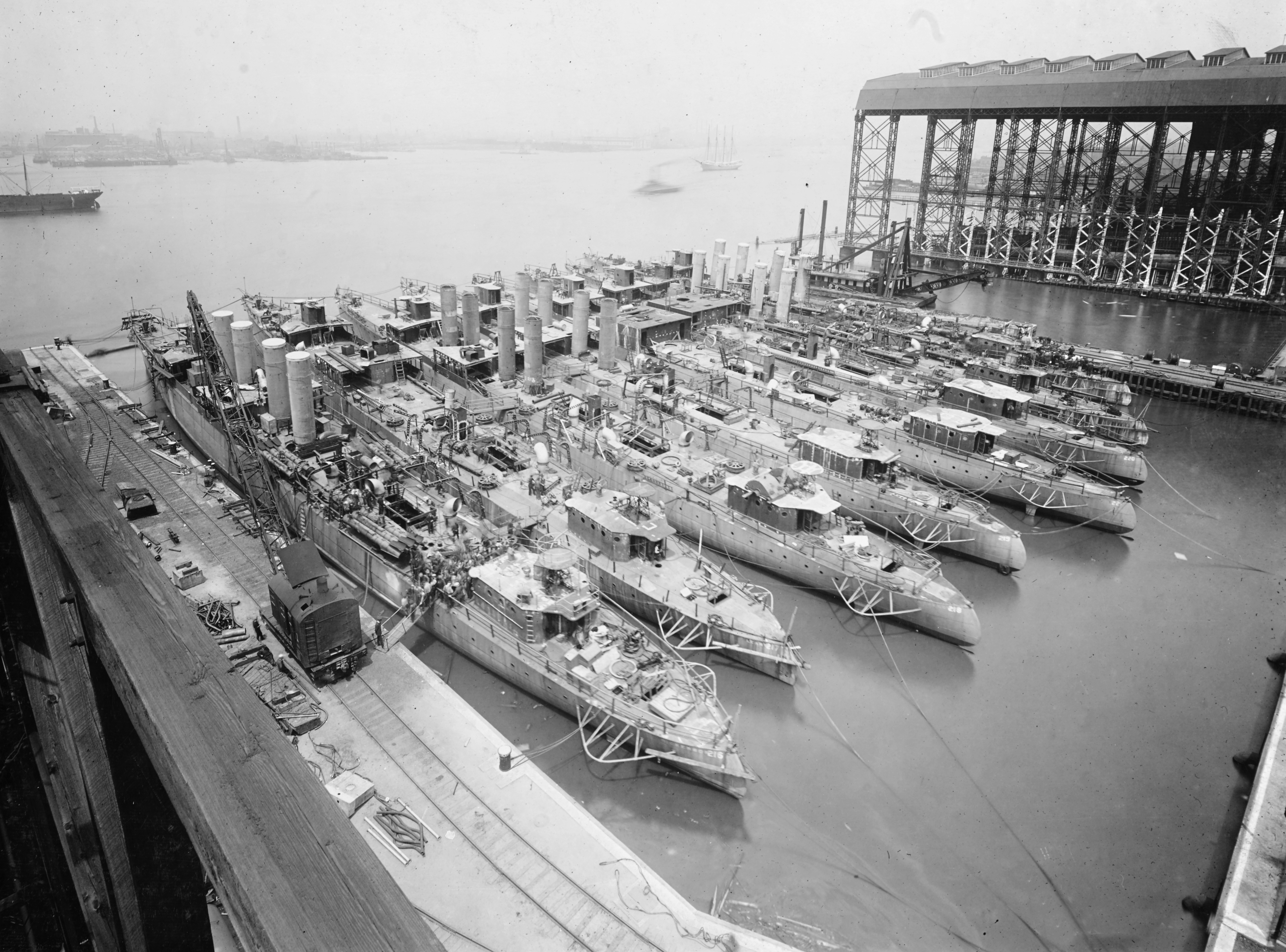
8 des 111 destroyers de la classe Wickes au New York Shipbuilding Corporation, Camden (New Jersey), mai 1919.

L'industrie des États-Unis fournit sans difficultés à partir de 1914, grâce aux établissements existants tel le Springfield Armory, toutes les munitions, fournitures, armes légères et véhicules nécessaires aux belligérants (En 1914, 485 000 voitures dont 250 000 Ford T sont produites aux États-Unis contre 45 000 en France, 34 000 en Grande-Bretagne et 23 000 en Allemagne). En revanche, la grande majorité de l'armement collectif et du matériel lourd, dont les tout premiers chars de combat furent livrés par la France. Seuls 500 pièces d'artillerie lourdes (sur les 3 500 utilisé au front) et 64 chars légers de 6 tonnes M1917, la version locale du FT furent produits à la fin de la guerre (un total de 952 de ces engins furent finalement produits).

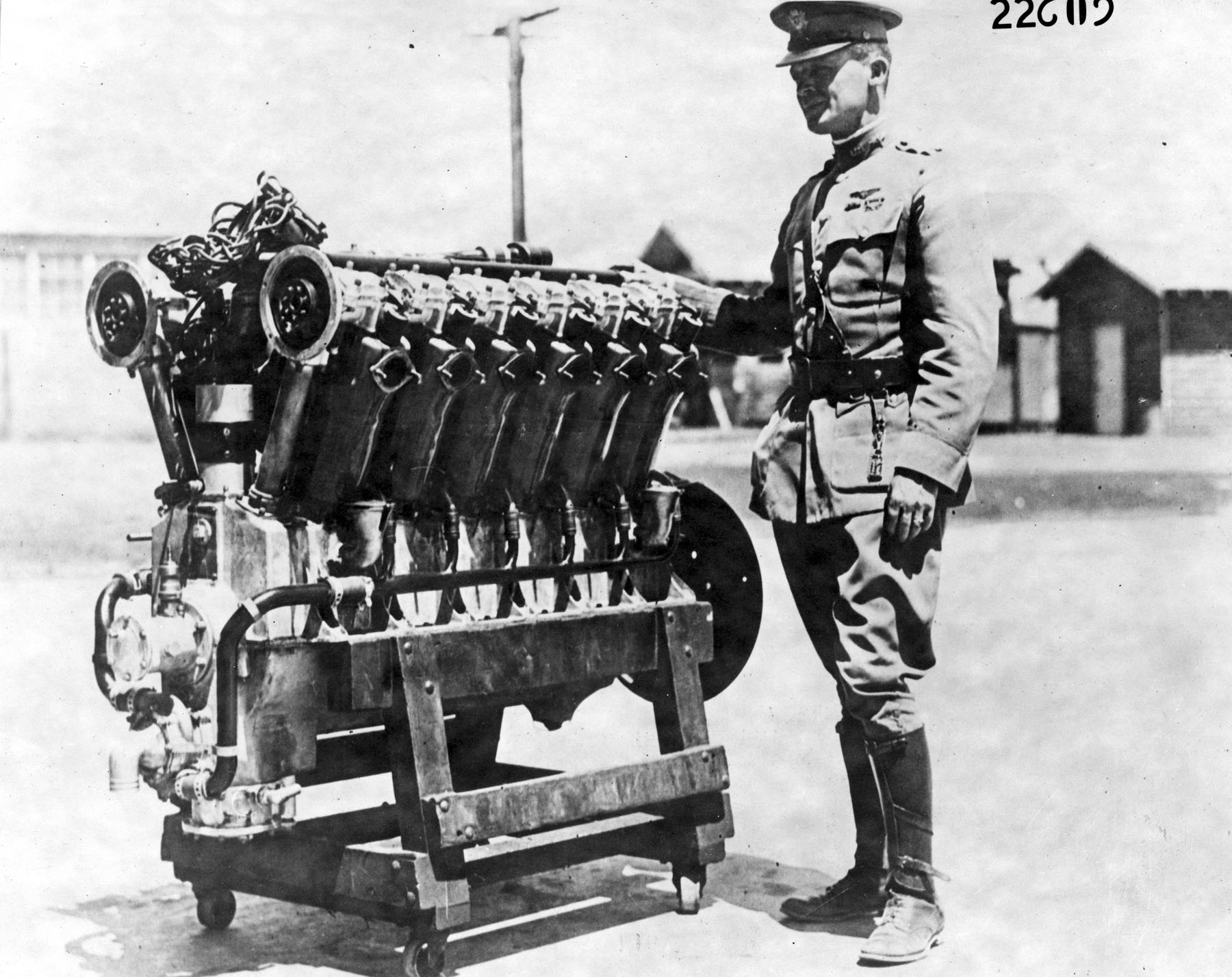
Le major Henry H. Arnold à côté du premier moteur Liberty V12 terminé.

Entre 1916 et 1921, la réorganisation de la production d'armement militaire est chapeautée par le Council of National Defense (en) instauré par le président Woodrow Wilson. Celui-ci chapeaute entre autres le Aircraft Board (en) qui fut à l'origine du moteur d'avion Liberty L-12 construit à 20 478 exemplaires entre le 4 juillet 1917 et 1919.
Lorsque le 6 avril 1917, le Congrès américain déclare la guerre à l'Empire allemand et à ses alliés et entre dans la Première Guerre mondiale, l'US Army était indigente et ses stocks inexistants.
Au niveau motorisation, l'US Army disposait en avril 1917 d'un peu plus de 3 000 camions. Fin 1918, elle en avait 85 000. Plus de 100 000 autres devaient entrer en service à l'horizon juillet 1919. Des véhicules furent fournis en nombre aux Alliés par ce qui était de loin la première industrie automobile mondiale, ainsi le Corps expéditionnaire britannique avait à la fin de cette guerre 18 984 ambulances et camions dérivés de la Ford T.
Par l'intermédiaire des diverses agences fédérales, le gouvernement américain mobilisa son économie pour une guerre totale en suivant l'expérience de l'Empire britannique et de la France en ce domaine. Si le principe de la propriété privée restait intact, le système de contrôle et de réglementation avait tous les caractères de l'économie dirigée.
Dans le cadre de l'effort général de mobilisation économique, le War Industries Board (en) fut créé le 28 juin 1917 afin de coordonner les achats du gouvernement américain et de ses alliés.
Le programme de mobilisation industrielle traversa d'abord une fort mauvaise période car le WIB ne disposait pas alors de pouvoirs suffisants et, après une enquête du Congrès, la réaction du président Woodrow Wilson en janvier 1918 fut de demander des pouvoirs pratiquement illimités pour créer, organiser et renforcer les organismes gouvernementaux chargés des questions relatives à la guerre.
Le 4 mars 1918, Bernard Baruch, spécialiste des matières premières et des métaux au conseil de défense nationale, fut nommé président du WIB. Agissant en fonction de pouvoirs spéciaux, la présidence conféra au bureau une autorité absolue pour répartir les matières premières entre les industries, déterminer les priorités en matière de production, de distribution et de transports, fixer les prix des produits qu'il achetait, standardiser les produits, développer au maximum l'économie de guerre et réquisitionner en cas de nécessité des usines.
Groupant autour de lui une centaine d'hommes d'affaires parmi les plus capables, Baruch fit du WIB l'agence la plus puissante du pays, lui-même devenant, sous l'autorité directe du président, une sorte de "dictateur économique" des États-Unis et, dans une certaine mesure, de ses alliés également.
Les dépenses journalières de l'état qui étaient, avant 1917, de 3 millions de dollars, augmentèrent jusqu'à 60 millions en août 1918.
Selon l'économiste John Maurice Clark, dans The Costs of the World War to American People paru en 1931, les dépenses de guerre de ce pays sont estimées, du 6 avril 1917 au 30 juin 1920, à 31,5 milliards de dollars dont 9,5 milliards de dollars de prêts aux gouvernements alliés (22 milliards de francs-or pour la France).
Tirant les leçons du démarrage laborieux de l'économie de guerre et de la dépendance matérielle quasi totale envers ses alliés (la France pour l'armement, le Royaume-Uni pour le transport maritime), le 4 juin 1920 un National Defence Act est voté.
Cette loi tranche avec les principes intangibles des libéraux américains et, pour la première fois dans l'histoire de ce pays, elle reconnaît la nécessité pour le gouvernement fédéral des États-Unis d'orienter l'économie au service de l'effort de guerre en cas de conflit ; le secteur de la défense sert une armée permanente, le temps des minutemen est terminé.

## L'entre-deux-guerres

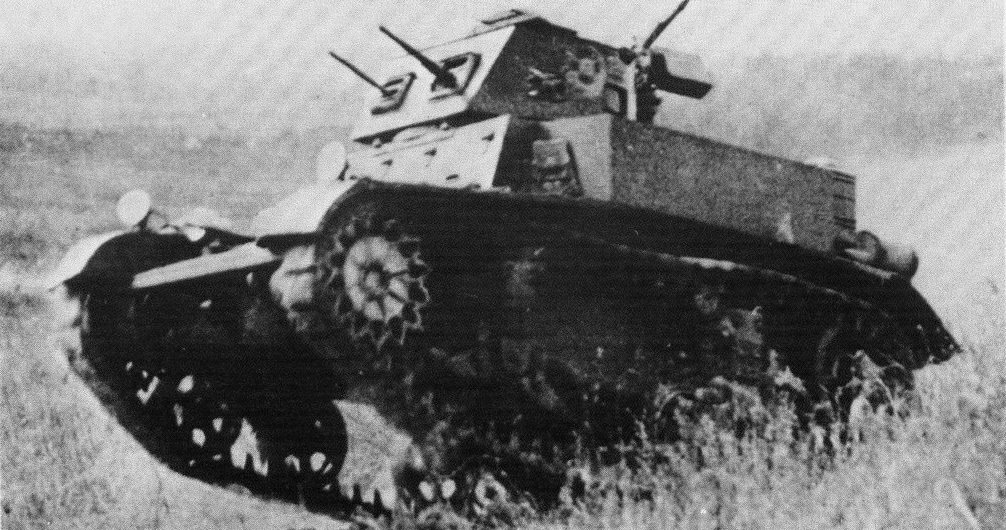
Le M1 Combat Car ; Ce char léger a été construit à seulement 113 exemplaires entre 1937 et 1940 ; il était armé d'un mitrailleuse de 12.7 mm et d'une autre de 7.62 mm et fut le premier char construit aux États-Unis depuis la Première Guerre mondiale.

La fin du conflit en novembre 1918 coupe net l'immense majorité des programmes de production d'armements en cours, hormis les navires qui étaient en construction à la fin des hostilités.
La démobilisation est générale dans les rangs de l'armée de terre et de l'aviation. L'industrie aéronautique américaine développe à partir des années 1930 d'excellents appareils civils comme le Douglas DC-3 ou des avions militaires comme le Boeing B-17 Flying Fortress qui deviendront des best-sellers, mais leur production se fait à un rythme très limité tandis que le développement de l'artillerie et des chars d'assaut est délaissé.
En 1937 alors que les risques de guerre montent en Europe, l'armée des États-Unis présente un effectif de 400 000 hommes. De plus, le président Franklin Delano Roosevelt doit composer avec l'influence d'un camp isolationniste activiste, pour ne pas ruiner ses chances de réélection auprès de l'opinion publique.
Les commandes massives françaises (4 426 avions dont 1 173 effectivement pris en compte par l'aviation et l'aéronavale de ce pays avant mai 1940) et britanniques permettent à l'industrie américaine de s'organiser pour le futur effort de guerre.

## Seconde Guerre mondiale

### Crédits illimités

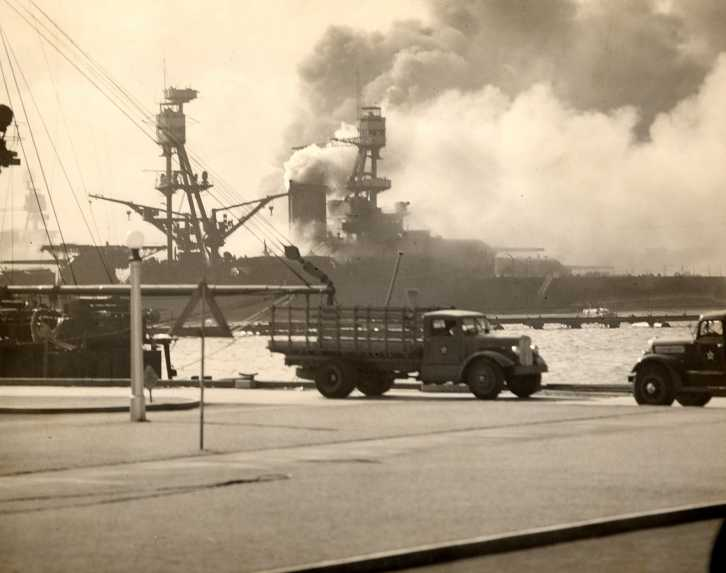
Le Nevada en flammes tentant de sortir de la baie de Pearl Harbor.

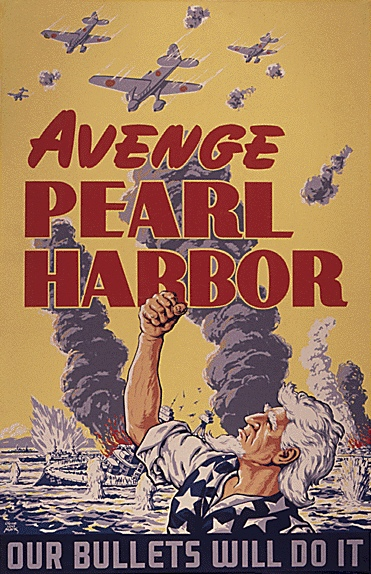
« Vengez Pearl Harbor. Nos balles le feront. »

En mai 1940, alors que la bataille de France voit la victoire surprise de l'Allemagne sur ce qui était considéré comme la première armée du monde, l'État-major définit un projet de mobilisation prévoyant déjà ce que pourrait être un puissant effort d'armement libéré des limites liées à l'état de l'opinion publique et au blocage du Congrès ; le président ne peut pas le rendre public, car l'opinion est alors travaillée par le comité America First, une sérieuse épine dans le pied de l’establishment militaire.
Le président Roosevelt instaure la National Defense Advisory Commission pour organiser la conversion industrielle vers le gigantesque effort de guerre qui s'annonce. Il y introduit William Knudsen, PDG de General Motors. Les rangs de cette commission sont garnis des hommes clés qui l'avaient aidé pour concrétiser la politique du New Deal, dont l'influent économiste John Kenneth Galbraith.
Au niveau scientifique, la mise en place à partir de 1940 du National Defense Research Committee puis du Office of Scientific Research and Development permit de mettre en place des programmes consacrés à la mise au point de bombes nouvelles et plus précises, à des détonateurs plus fiables, aux fusées de proximité, aux radars et systèmes d'alerte avancée, à des armes d'infanterie plus légères et plus précises, à des traitements médicaux plus efficaces, à des véhicules plus universels ; ainsi que, au sommet du secret, le Comité consultatif pour l'uranium, devenu la section S-1 de la NDRC puis de l'OSRD et qui deviendra le projet Manhattan, et mettra au point les premières bombes atomiques. À l'automne 1941, le secrétaire à la guerre H. L. Stimson écrit une lettre au physicien Frank B. Jewett (en) dirigeant l'Académie nationale des sciences. Ces échanges instaurent un programme de développement d'armes biologiques (en) secret, qui vise à répliquer en cas d'usage par l'ennemi d'armes de guerre biologique. Ce programme tenu secret et sera arrêté pour sa partie offensive en 1969 sous Nixon.
La dégradation de la situation européenne doublée de la rivalité latente avec l'empire du Japon accélèrent la prise de conscience pour le pouvoir fédéral de l'inéluctabilité d'un engagement américain sous une forme ou une autre. La loi Lend-Lease, signée le 11 mars 1941, permet de fournir les pays amis en matériel de guerre sans intervenir directement dans le conflit ; Le 27 mai 1941, le président Franklin Delano Roosevelt annonce que le peuple américain doit désormais répondre à un « état d'urgence nationale illimitée ».
Le 25 juin 1941, l'ordre exécutif 8802 interdit la discrimination à l'embauche raciale et religieuse dans l'industrie de la défense. Il s'agit de la première action fédérale dans ce domaine.
L'attaque de Pearl Harbor eut pour réponse de mettre en branle une gigantesque mobilisation industrielle dépassant toutes les prévisions. Les conséquences de la catastrophe militaire du 7 décembre 1941 ont profondément changé la perception stratégique globale de l'amirauté des États-Unis. Cette défaite par surprise a engendré un élan que d'aucuns identifient rétrospectivement comme une victoire à la Pyrrhus, voire comme la plus grande défaite japonaise face à son opposant compte tenu de sa réaction.
De 1940 à 1945, avec un coup d'accélération considérable courant 1942 par le vote de crédits mirifiques par le Sénat américain et la levée de bons de souscriptions (War bonds) dans le cadre Victory Program, les sites industriels d'Amérique du Nord étaient devenus capables de pourvoir à l'effort de guerre de chaque nation belligérante contre l'Axe Rome-Berlin-Tokyo dans le cadre de la loi Lend-Lease, tout en préparant deux fronts d'invasion simultanés sur le théâtre européen (cinq débarquements : Afrique du Nord, Sicile, Italie, Normandie, Provence) et la guerre du Pacifique. Des administrations telles que le War Production Board sont créées pour gérer la transformation d'une industrie de biens et de services à celle d'une industrie de guerre :
- Agences gouvernementales structurant la production de guerre des États-Unis pendant la Deuxième Guerre mondiale :
  - National Defense Advisory Commission, instaurée mi-1940 ;  du New Deal à une économie de guerre
  - Board of Economic Warfare (en) investiture 2 juillet 1940 ; guerre économique & stimulation des échanges
  - Office of Price Administration (en), 28 août 1941 ; objet : gel des prix
  - War Production Board, 16 janvier 1942 ; règlementation des matières premières
  - National War Labor Board, créé en avril 1918 et rétabli le 12 avril 1942 ; relations avec les syndicats
  - War Manpower Commission avril 1942 ; répartition des ressources entre l'économie et l'armée
  - Office of War Mobilization (en), 1942, dirigé par James F. Byrnes ; coordination de l'économie de guerre

L'image ci-dessous présente un tableau comparatif Allemagne nazie/États-Unis/Union soviétique sur quatre « années pleines » de guerre :

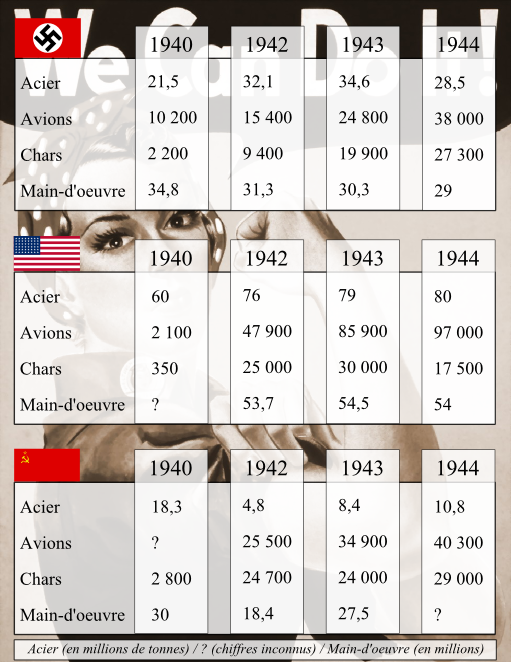
L'effort de guerre industriel de l'Allemagne, des États-Unis et de l'URSS

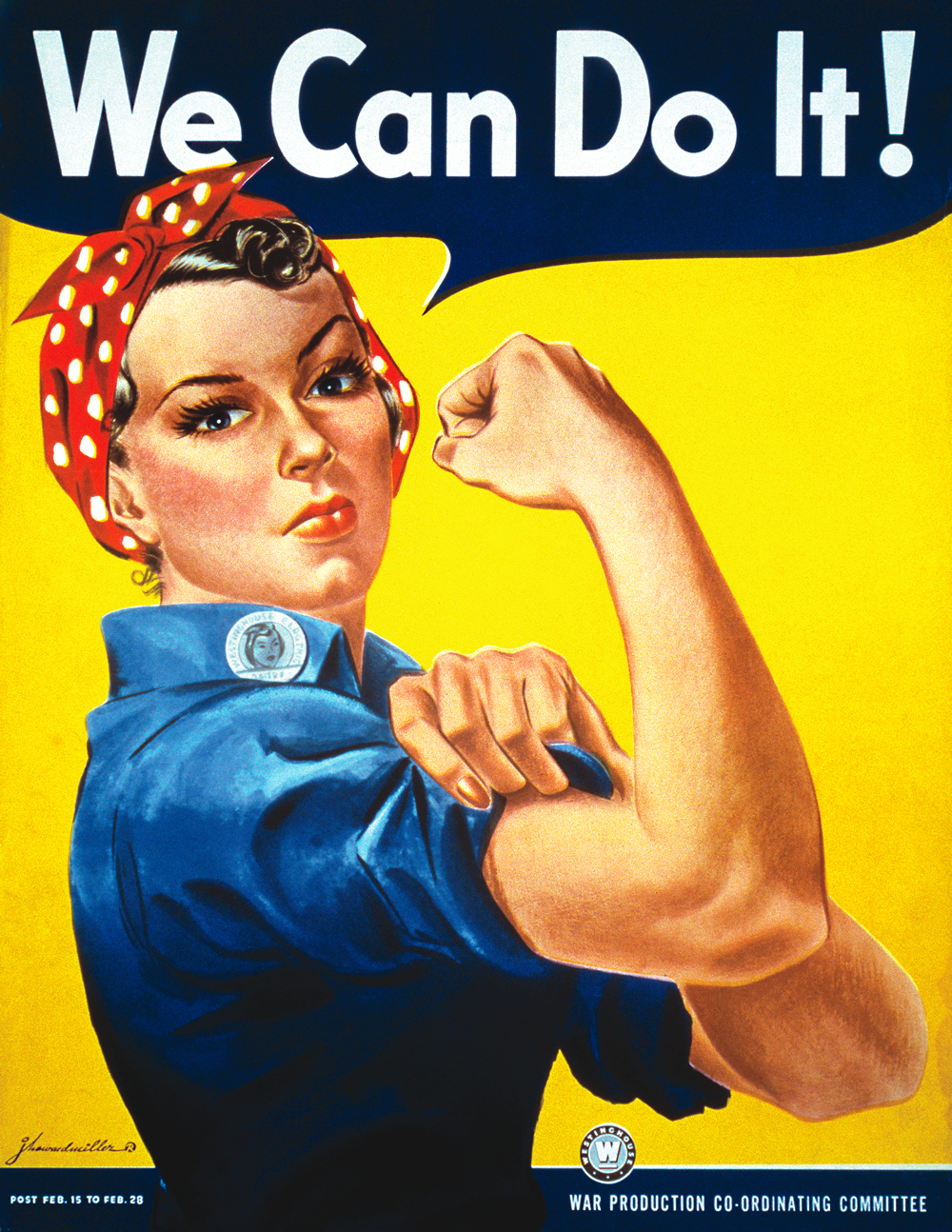
Propagande We Can Do It! (de J. Howard Miller) et Rosie the Riveter ; environ six millions de femmes furent employées dans l'industrie de l'armement américaine.

La capacité de production était devenue celle d'un juggernaut : une nation en armes, dont la société civile était tout entière accaparée à la production de guerre totale en 1945. Le budget de la Défense a représenté jusqu'à 34,5 % du produit national brut du pays. Ce qui fit dire aux hauts dirigeants tels Harry Truman qu'il était temps d'en finir, en considérant qu'aucune nation au monde n'était capable de supporter une durée d'effort supérieure à sept ans à ce niveau.
Le déficit budgétaire représentait 15 % du PIB en 1942, 31 % en 1943, 23 % en 1944 et 21,5 % du PIB en 1945,.
Selon une étude réalisée en 2001, l'effort massif durant la Seconde Guerre mondiale a couté 360 milliards de dollars en valeur constante soit 4 710 milliards valeurs 2002 (

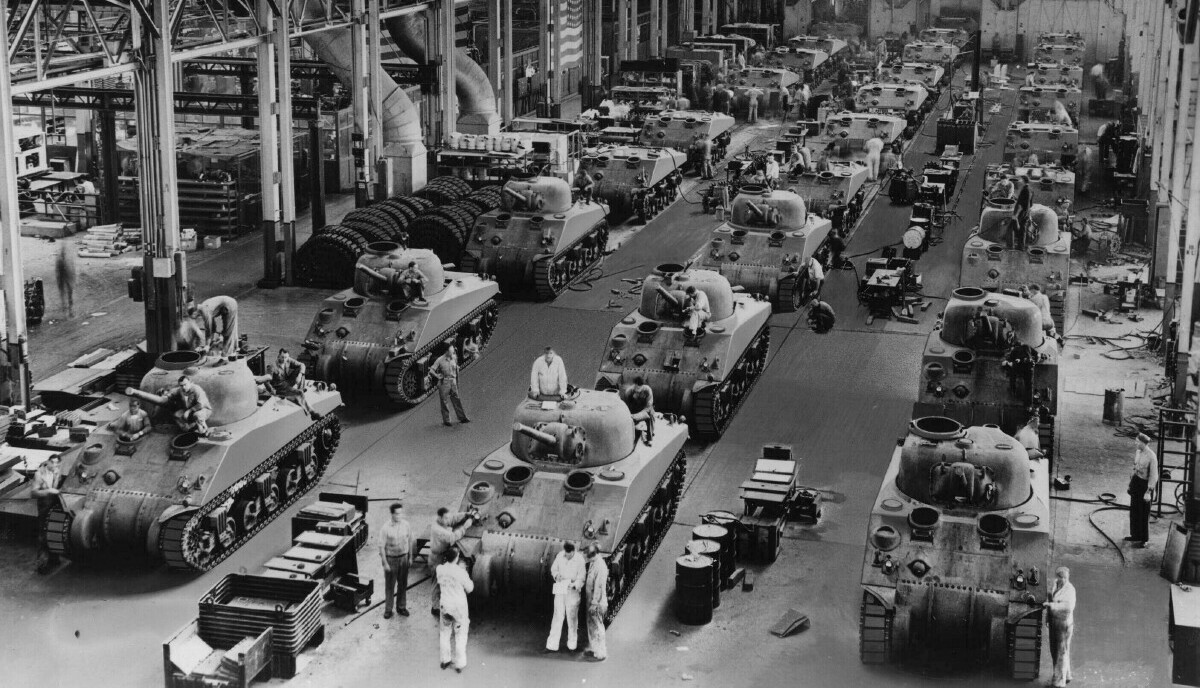
Detroit Tank Arsenal de Warren (Michigan), fabrication de chars M4 Sherman.

6695 milliards actuels) 
| Année | PIB des États-Unis | Valeur actuelle | Budget de la Défense |
| ----- | ------------------ | --------------- | -------------------- |
| 1938  | 88,7               | 1 578           | 1,4 %                |
| 1939  | 95,9               | 1 706           | 1,5 %                |
| 1940  | 104,3              | 1 855           | 2,6 %                |
| 1941  | 122,1              | 2 172           | 14,1 %               |
| 1942  | 144,7              | 2 573           | 51,7 %               |
| 1943  | 168,5              | 3 495           | 84,2 %               |
| 1944  | 182,2              | 3 240           | 96,1 %               |
| 1945  | 180,1              | 3 203           | 82,8 %               |
| 1946  | 160,3              | 2 851           | 19,8 %               |

### Armée de terre

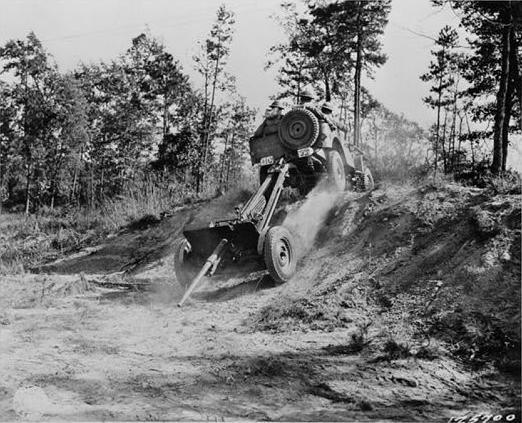
Un Jeep tirant un canon antichar de calibre 37 mm. Ce véhicule fut la bonne à tout faire de nombreuses armées jusqu'aux années 1990.

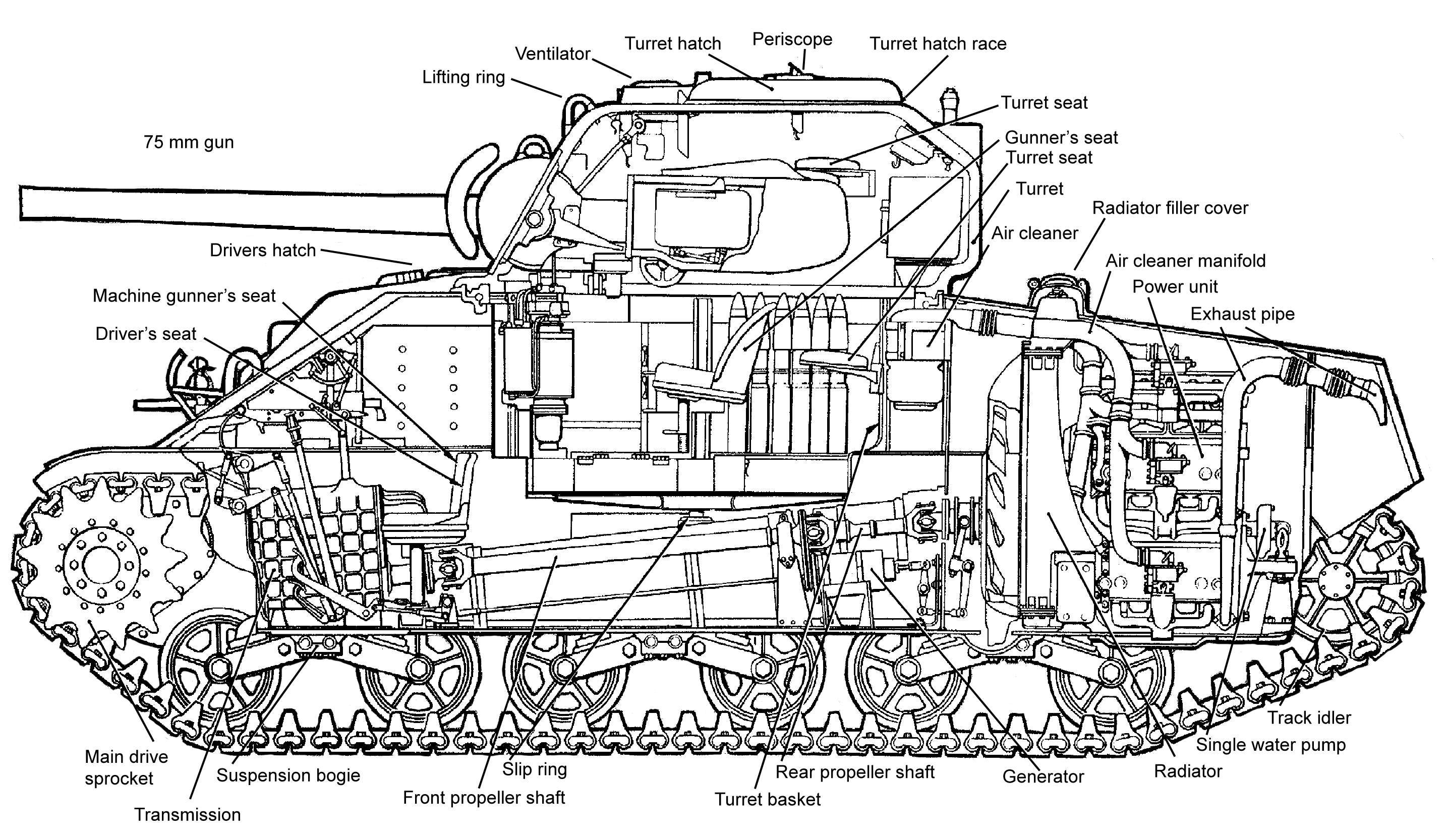
Coupe d'un schéma de Sherman M4, le char le plus produit de la guerre.

Un total de 3,6 millions de véhicules militaires furent construits par l'industrie automobile américaine durant ce conflit dont environ un million de camions (812 262 GMC CCKW de tous types et 150 000 autres d'autres types) et 637 770 Jeep grâce à un gros effort de standardisation et la mobilisation totale des constructeurs automobiles qui durent stopper en janvier 1942 la livraison de véhicules civils.
Comparativement à la production aéronavale, dans un premier temps l'assemblage de chars de combat ne fut pas à l'ordre du jour. De fait, pas un seul ne fut produit en 1940, une première série de 900 engins plus ou moins réussis fit son apparition en 1941. En revanche, dès 1942, 27 000 sont produits, un chiffre supérieur à la production soviétique, équivalent à quatre fois celui de l'Allemagne et à trois fois celui de l'Empire britannique.
Les livraisons à l'Armée rouge étaient pourvues par le système du prêt-bail, ce qui permit entre autres à l'armée de terre soviétique de s'armer de tanks et surtout de s'équiper de dizaines de milliers de camions pour le transport ainsi que de recevoir des centaines de milliers de tonnes d'équipement et de munitions de tous types, alors que l'Union soviétique se battait au cœur même des usines dans ses métropoles (Stalingrad, Moscou et Léningrad).
Technologiquement plus avancé, le complexe militaro-industriel allemand avait beau avoir mis au point des panzer tels que le Tigre Royal, quasiment indestructible pour les Sherman avec qui il s'opposait, la quantité donnait malgré cela gagnants les Alliés (ce modèle fut produit à hauteur de 50 000 unités durant toute la période du conflit).

### Construction navale
| Production navale par an | porte-avions | navires de ligne | croiseurs | destroyers | Escorteurs | sous-marins | navires marchands en Long ton |
| ------------------------ | ------------ | ---------------- | --------- | ---------- | ---------- | ----------- | ----------------------------- |
| 1939                     | nc           | nc               | nc        | nc         | nc         | nc          | 376 419                       |
| 1940                     | nc           | nc               | nc        | nc         | nc         | nc          | 528 697                       |
| 1941                     | -            | 2                | 1         | 2          | -          | 2           | 1 031 974                     |
| 1942                     | 18           | 4                | 8         | 82         | -          | 34          | 5 479 766                     |
| 1943                     | 65           | 2                | 11        | 128        | 298        | 55          | 11 448 360                    |
| 1944                     | 45           | 2                | 14        | 74         | 194        | 81          | 9 288 156                     |
| 1945                     | 13           | -                | 14        | 63         | 6          | 31          | 5 839 858                     |
| Total                    | 141          | 10               | 48        | 349        | 498        | 203         | 33 993 230                    |

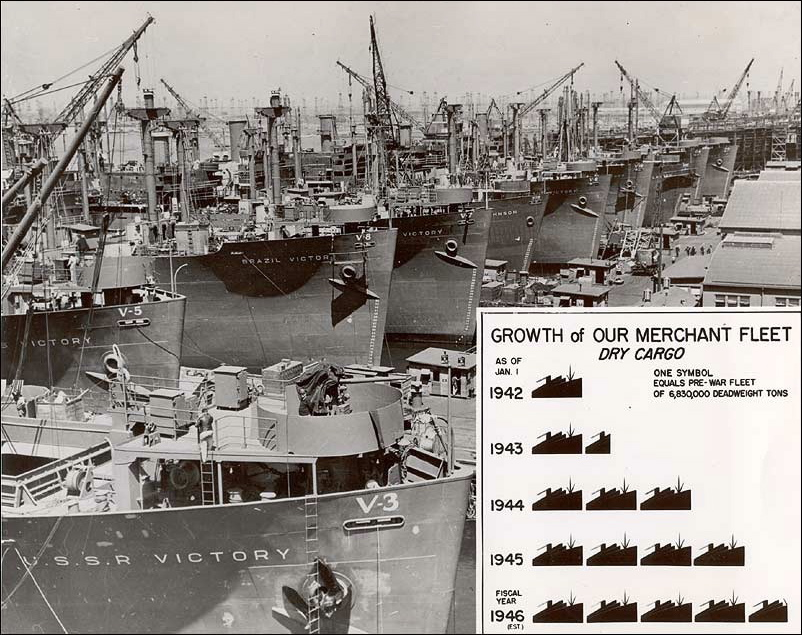
La marine marchande américaine a été multipliée par quatre en 1942 et 1945.

Le 19 juillet 1940, la Loi Vinson-Walsh dite "loi d'expansion navale des deux océans" (Two-Ocean Navy Act) autorisant la construction de deux grandes flottes dans l'Atlantique et dans le Pacifique. Le gouvernement des États-Unis et l'industrie privée profitent de la première commande britannique de navires de guerre en décembre 1940 pour passer des accords sans précédent. L'idée est de mettre en commun et de centraliser toutes les ressources disponibles. L'objectif étant, d'une part, d'éviter de répéter les erreurs commises lors de la Première Guerre mondiale avec un lancement trop tardif de programmes navals (1917-1922); d'autre part de créer en Californie, un complexe regroupant une trentaine d'arsenaux dans la baie de San Francisco, associant de grands industriels comme Henry J. Kaiser d'Oakland, Bechtel à Sausalito et l'armateur Joe Moore. Ce complexe s'étendra de Napa au nord, vers Sacramento et Stockton à l'est jusqu'à San José au sud. Le plus grand chantier naval au monde verra ainsi le jour dans lequel travailleront fin 1945 plus de 100 000 ouvriers, dont 27 % de femmes.
L'approvisionnement en Europe fut rendu extrêmement consommateur en cargos puisqu'une reprise de la guerre sous-marine avait remis en selle les U-boot comme lors du premier conflit mondial (lire bataille de l'Atlantique). Mais les chantiers navals étaient capables de combler largement les pertes avec entre autres la construction en masse des liberty-ships et de pétroliers essentiels pour l'économie des nations alliées et pour le soutien logistique des armées avec 3 500 cargos et plus de 900 pétroliers rapides. Durant un seul trimestre de 1943, plus de navires marchands sont mis à flot aux États-Unis qu'au Japon entre 1939 et 1945. Cette flotte énorme, en 1944, a déplacé hors des États-Unis plus de 72 % de 78 500 000 tonnes de cargaison embarquées. 3 % ont été embarqués sur des navires militaires des États-Unis et 24 % par le tonnage combiné des autres flottes alliées. La part de la flotte marchande américaine dans le tonnage mondial passe de 17 % en 1939 à 52 % en 1947
La construction de navires de guerre fait un bond gigantesque à partir de 1943 et le quasi triplement du tonnage de l'United States Navy, avec un nombre d'unités de toutes tailles dépassant les 2 600, fait qu'ils représentent en 1945 près de 70 % du tonnage mondial des marines militaires.
Au sortir du conflit en août 1945, les flottes américaines étaient au nombre de huit et 95 porte-avions de tailles diverses assuraient la projection de l'aéronavale sur les différentes zones de combat du globe. Les États-Unis constituent le seul pays au Monde à avoir instauré des centres de commandement interarmées pour maintenir de manière permanente, au travers de bases militaires, ce déploiement global depuis la fin du conflit.

### Projet atomique

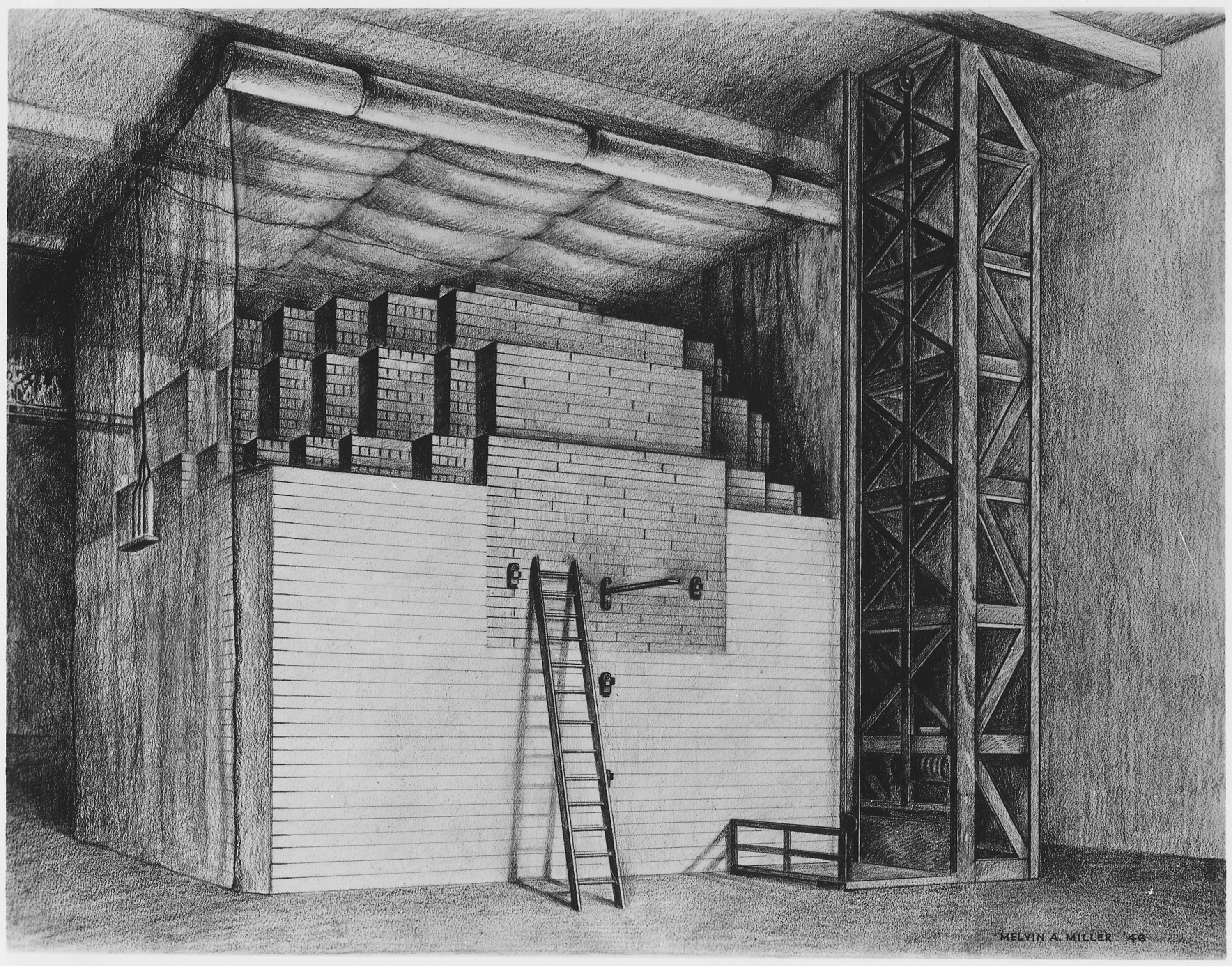
Dessin de la Chicago Pile-1. La première pile atomique au monde construit en 1942.

Le projet Manhattan, aussi scientifique qu'industriel, formait à lui seul un sous-ensemble employant plus de 130 000 personnes avec 2 milliards de dollars de budget (1945) ; trois usines de raffinage de l'Uranium 235 réparties dans le pays avaient été construites pour des équipes séparées, deux provenant d'universités et la troisième composée d'ingénieurs de la firme Du Pont. Motivé par la course à la bombe, il mobilisait les esprits les plus brillants du moment dans une abnégation visant à mettre fin à la guerre. Lors de la signature des actes de capitulation du Japon, quatre bombes A avaient été construites, non compris Gadget pour le test Trinity dans le Nouveau-Mexique ; deux furent larguées, une troisième se trouvait dans le Pacifique et la quatrième se trouvait sur le sol américain, vraisemblablement à l'état de montage.
Le livre de témoignages de Studs Terkel, La bonne guerre, livre les pensées d'un des ingénieurs du projet qui compare mathématiquement le tonnage d'explosifs en kilotonnes employé sur les fronts de la Grande guerre, celui employé dans les bombardements stratégiques, et l'effrayante réduction de coût amenée par l'ère atomique.

### Aéronautique

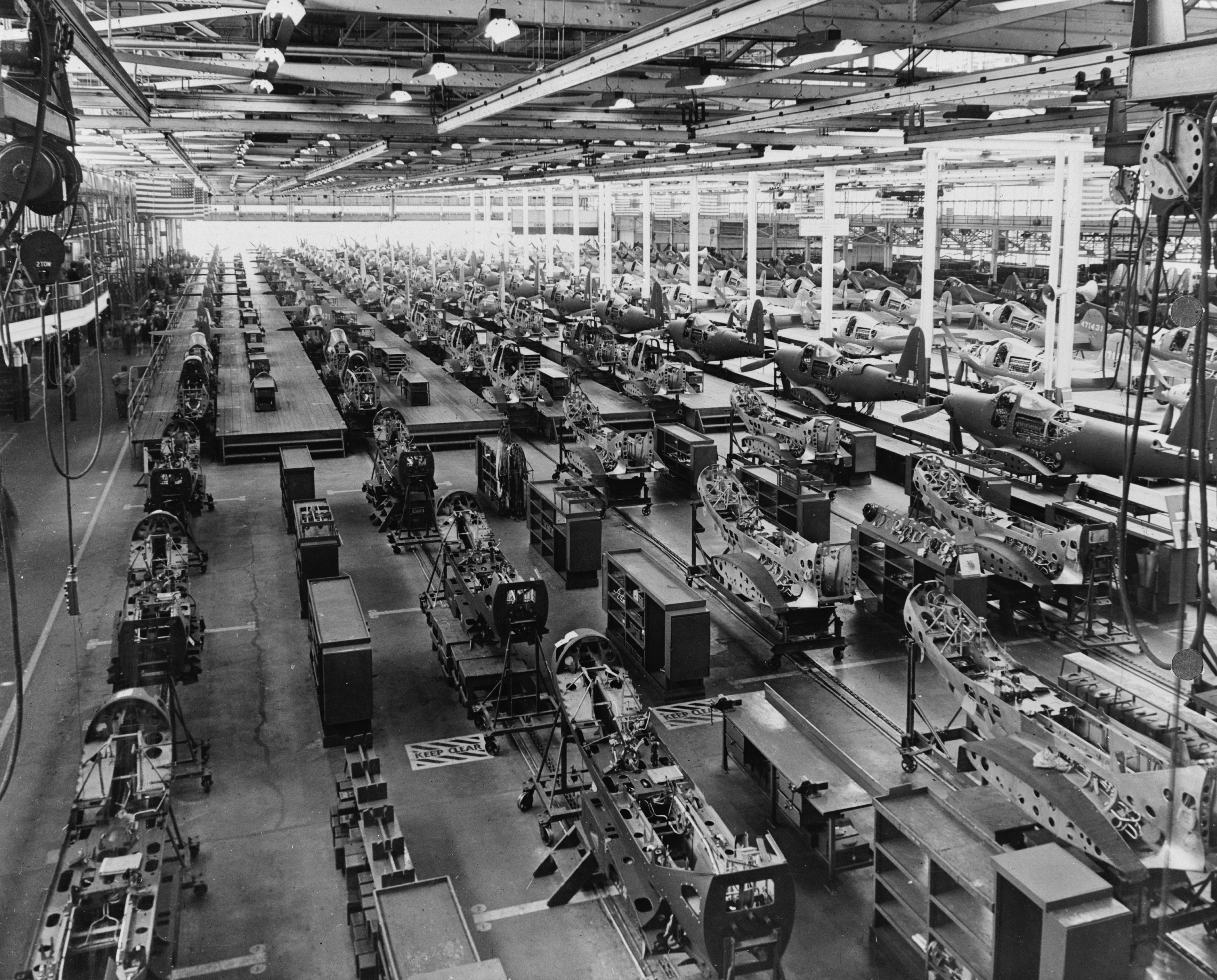
Usine d'assemblage de Bell Aircraft Corporation située à Buffalo, dans l'État de New York, pendant les années 1940. Cette unité produisait des Bell P-39 Airacobra.

L'industrie aéronautique américaine n’employait en 1938 que 36 000 personnes, soit beaucoup moins que ses grandes rivales et les cadences de production étaient très faibles avec 150 avions militaires par mois.
Pourtant des firmes comme Boeing, Douglas Aircraft Company, Lockheed, Bell, Curtiss et d'autres s'étaient illustrées depuis 1919 en réalisant des avions civils remarquables comme le DC-3 volant encore aujourd'hui et des prototypes d'avions militaires comme le futur B-17 depuis décembre 1936.
Les tensions en Europe incitant la France et le Royaume-Uni à se réarmer, ceux-ci passèrent plusieurs contrats avec divers constructeurs ce qui permit une montée en puissance de l'industrie.
Les commandes passées par le département de la Guerre étaient insignifiantes jusqu'au 27 avril 1940 où un premier lot de 524 Curtiss P-40 Warhawk fut commandé pour l'USAAF.
Le plan de mobilisation réclamé après la bataille de France fin mai 1940 prévoyant un objectif final de 50 000 avions par an fut rapidement dépassé grâce à un formidable effort industrielle et vit finalement près de 297 199 appareils sortir des usines entre 1938 et 1945 dont plus de 40 000 servirent dans les forces alliés (14 833 étant notamment livrés à l'Union soviétique entre 1942 et 1944).
Les performances des nouveaux modèles d'avions militaires s'améliorèrent très rapidement lors de ce conflit et l'on préparait les premiers avions à réaction américains quand celui-ci s’acheva.
| Année | Production |
| ----- | ---------- |
| 1938  | 1 800      |
| 1939  | 2 195      |
| 1940  | 6 028      |
| 1941  | 19 441     |
| 1942  | 47 836     |
| 1943  | 85 898     |
| 1944  | 96 318     |
| 1945  | 47 714     |
| Total | 297 199    |

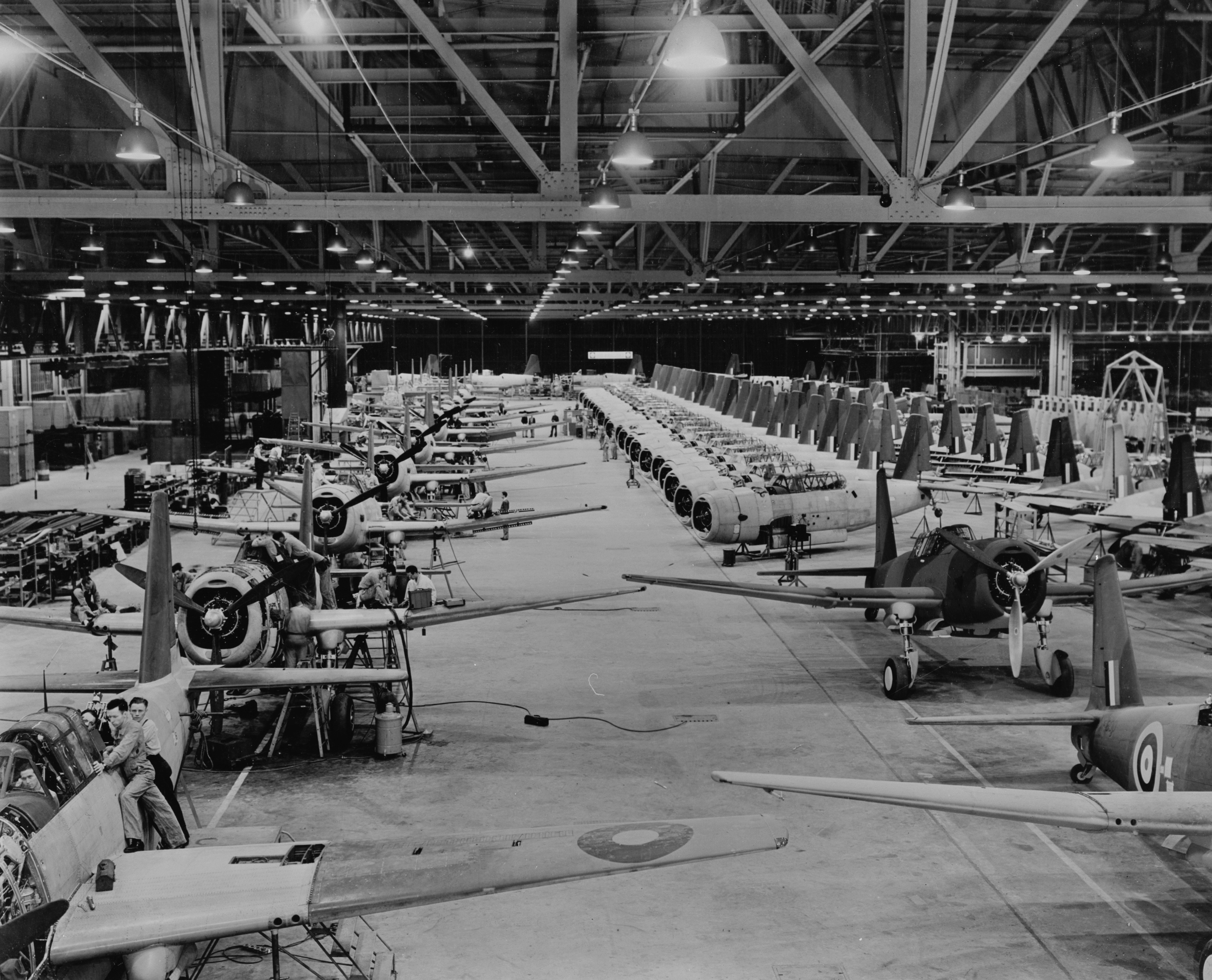
Usine de Downey en Californie, produisant des bombardiers en piqué Vultee A-31 Vengeance pour la Royal Air Force.

Source : Le fanatique de l'Aviation, no 163, juin 1983
En 99 raids sur le Japon, 66 villes avaient été rasées, les bombes A ne complétant le tout que pour deux villes de plus. L'industrie de guerre aéronautique construisait mensuellement 800 bombardiers Boeing B-29 Superfortress lors de son plus haut niveau de production, l'avion le plus avancé de la guerre (pressurisation de cabine, vol en troposphère) : le transfert vers l'aviation civile de ces avancées en aéronautique allait donner un formidable bond en avant pendant les années 1960.

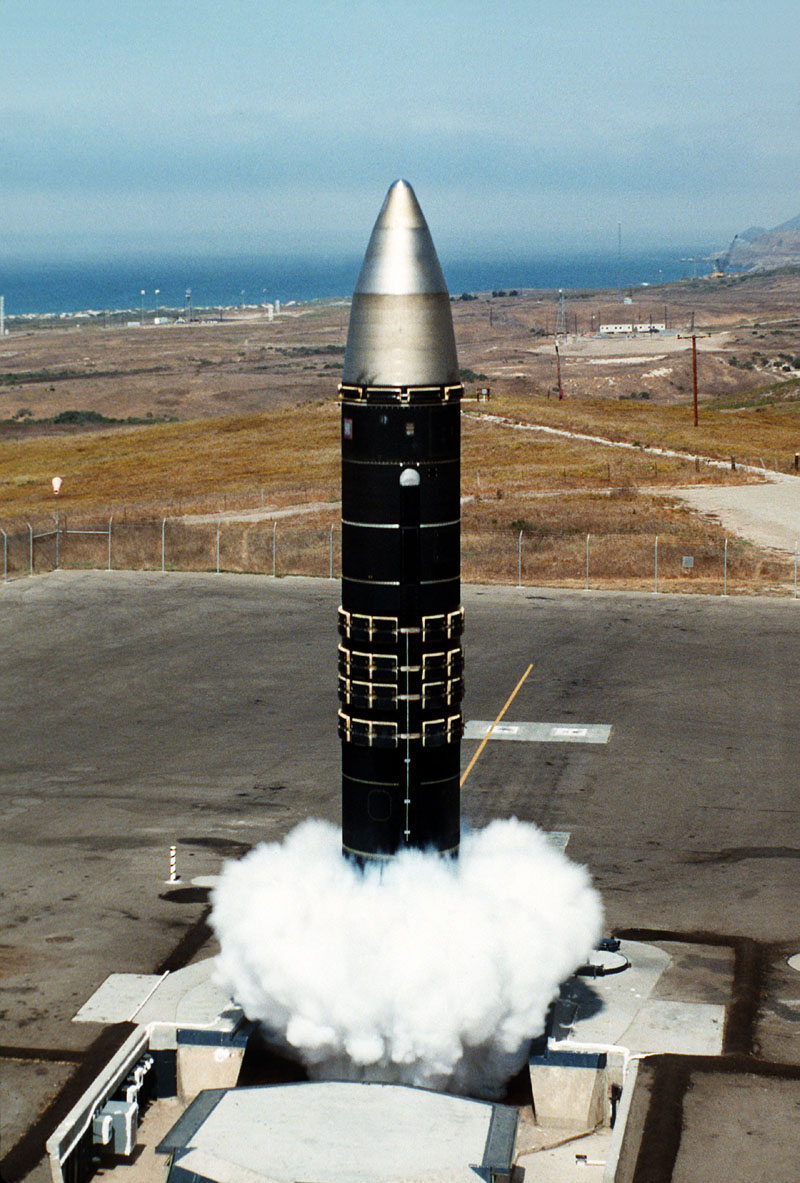
Une fois récupérées les inventions allemandes portant sur le missile balistique, s'ouvre avec la maîtrise du thermonucléaire la production en masse de missiles balistiques intercontinentaux (ICBM) : c'est la paix armée sous la menace d'une extermination mutuelle.
Le LGM-118A « Peacekeeper » ou MX, dernière génération américaine d'armement de ce type, mis en service en 1986 et retiré en 2005.

## De Eisenhower à Reagan, jusqu'à la guerre du Golfe

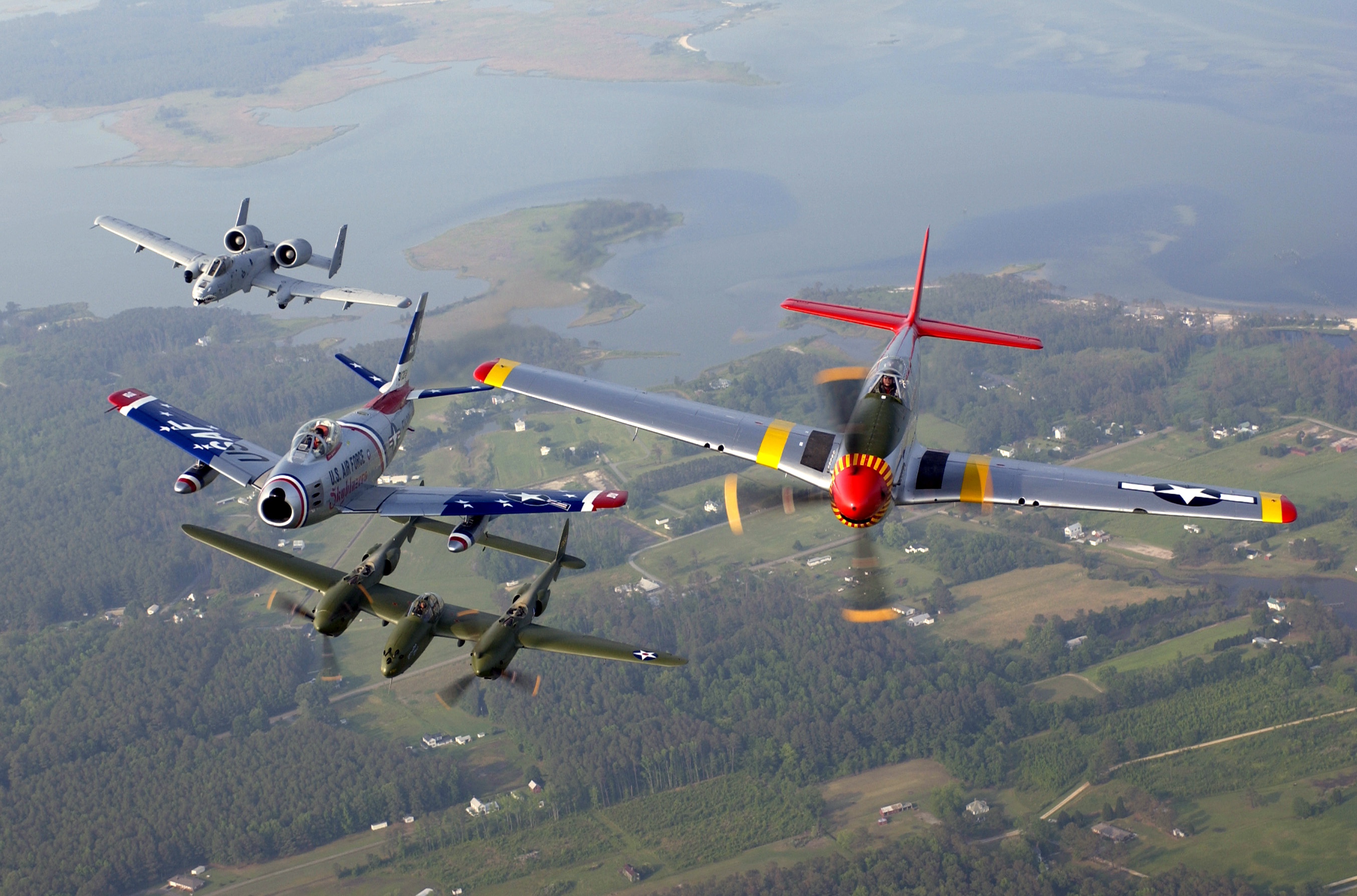
Avions de combat américains des années 1940 (P-38 et P-51), 1950 (F-86) et 1970 (A-10)

Conscients de l'ampleur prise par l'économie du pays durant la période de la conflagration, des hauts dirigeants évaluèrent en comités de 1940 à 1946 les secteurs géographiques et les ressources stratégiques mondiales (parmi lesquelles les hydrocarbures) à défendre pendant la future période de l'après-guerre et s’inquiétèrent de la future concurrence du complexe militaro-industriel russe durant la guerre froide où la course aux armements serait rude.
Héritière du projet thermonucléaire, la bombe H, maîtrisée en 1952, provoque d'importantes critiques d'une partie de la communauté scientifique, ingénieurs de Manhattan en tête. Einstein et d'autres figures majeures militent pour le désarmement nucléaire. Le président Eisenhower répond à cela par son discours Atoms for Peace devant l'ONU, en 1953, suivi d'un programme éponyme. Dans le cadre de ce programme, les États-Unis soutiennent le développement du nucléaire civil, notamment en Inde ou en Israël (aide à la construction de la centrale de Nahal Soreq). Parallèlement, Eisenhower poursuit la course aux armements. En 1952, sont introduits les B-52 Stratofortress, toujours employés. Eisenhower lance aussi les bases du programme spatial américain, avec la création de la NASA en 1958, qui hérite lui aussi de la poursuite des travaux des ingénieurs allemands. Quoique poursuivant des visées officiellement pacifistes, et ayant surtout un rôle symbolique central, qui poussera John F. Kennedy à le mettre au cœur de la vie politique, le programme a d'évidentes retombées militaires. Motivée par la conduite de la guerre froide, l'industrie de l'armement était devenue un secteur économique permanent motivé par l'attribution de crédits fédéraux.
Les concepts développés à ce moment, ancêtres des think tanks, sont le ferment de la transformation de cet "atelier de confection du Monde libre" vers le C.M.I. sujet de la prise de conscience que le président Eisenhower souhaite amener à ses concitoyens au moment de son discours de fin de mandat à l'orée des années 1960. Le complexe militaro-industriel américain est alors entré en compétition pleine et entière avec son homologue soviétique. À la fin de son mandat, le discours d'Eisenhower popularise l'expression « complexe militaro-industriel », le président sortant considérant celui-ci comme une menace pour la liberté et la démocratie américaine. Ceci se vérifie partiellement dès la campagne présidentielle de 1960, lorsque le candidat démocrate John F. Kennedy popularise l'expression « missile gap (en) » pour alléguer un retard des États-Unis face à l'URSS en ce qui concerne les missiles ICBM. On apprendra plus tard que ce retard supposé était dû à une surestimation délibérée des capacités soviétique par des services américains, et que l'URSS était en fait derrière les États-Unis sur cette question. Il est vrai que le succès soviétique avec le lancement de Spoutnik, en 1957, et les déclarations de Nikita Khrouchtchev disant pour bluffer produire des missiles « comme les saucisses », une grande partie de l'establishment américain ainsi que de l'opinion publique en avait été rendue anxieuse.

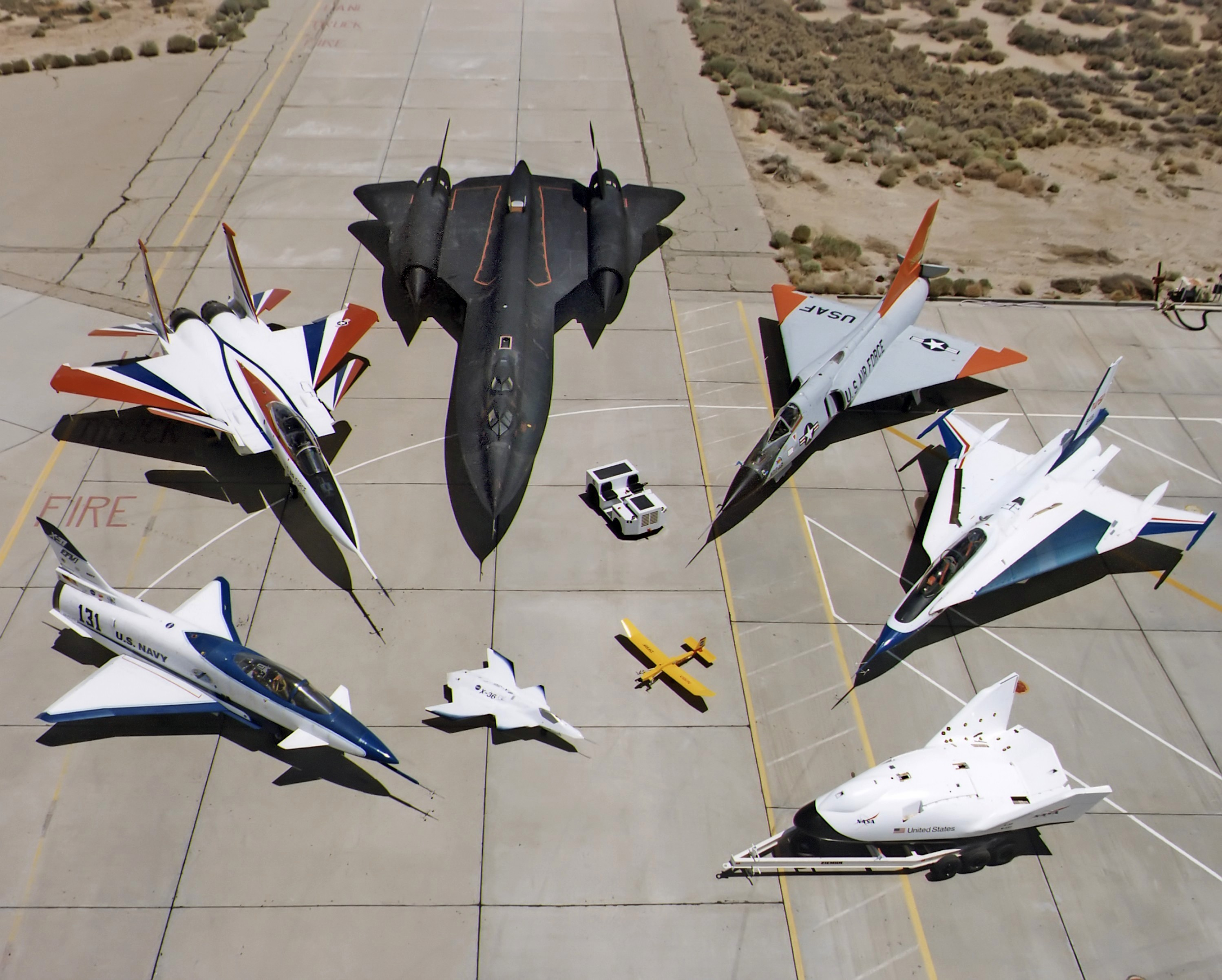
Un ensemble d'avions expérimentaux de la NASA réunis pour la photo, parmi lesquels : X-31, F-15 Eagle, SR-71, F-106, F-16XL, X-38, Radio Controlled Mothership & X-36 - source (en).

Depuis les années 1960, et après la crise suscitée par la guerre du Viêt Nam et les Pentagon Papers, la filière de la Défense a évolué en intégrant la partie Recherche et développement afin de coordonner les efforts scientifiques et techniques correspondant aux enjeux : l'agence DARPA peut être citée à ce titre ; des transferts vers la société civile ont pu être observée, au premier titre desquels Internet, conçu dès l'origine afin de répondre à un besoin de bâtir un réseau d'interconnexions qui survive à l'anéantissement atomique des centres urbains qu'il relie (dans les logiques de guerre telles que perçues lors des phases dures de la guerre froide). La course aux armements semble s'atténuer un peu, jusqu'à l'arrivée au pouvoir de Reagan, en 1981, qui lance l'initiative IDS (« guerre des étoiles »). De façon ironique, son programme néolibéral s'accompagne d'une relance keynésienne de l'économie américaine qui trouve son fondement dans les contrats et subventions accordées aux firmes du complexe militaro-industriel, dont le budget explose pendant les années 1980.

## Le déclin et la restructuration des années 1990
La guerre froide étant achevée, les dépenses militaires élevées ne sont plus justifiées. Si la guerre du golfe maintient temporairement le besoin d'une armée imposante et bien équipée, l'esprit du dividendes de la paix (expression de Laurent Fabius en 1990) amène le gouvernement américain à diminuer son budget de la défense. Pour les industriels, cette nouvelle signifie une baisse des commandes et menace donc l'écosystème de l'armement américain, soutenu par le gouvernement jusqu'alors. Lors d'une réunion, organisée par le secrétaire adjoint de la défense, William Perry et le secrétaire à la défense Les Aspin, appelée "Le dernier diner" (en anglais, The Last Supper, qui est le nom donné à la Cène), les industriels de l'armement sont réunis pour discuter de cette fin de l'abondance dans les programmes d'armement. Les termes sont assez durs, William Perry fait comprendre aux différentes entreprises qu'il n'y a que la disparition ou la fusion qui permettra de survivre, le gouvernement souhaitant évidemment la fusion, afin de conserver des compétences en cas de nouveau conflit.
La part du budget passant pour la première fois depuis 1940 sous les 5% du PIB américain, les effets se font ressentir sur les entreprises, qui comme convenu, fusionnent. Lockheed ouvre le bal, en fusionnant en 1995 avec Martin Marietta, pour devenir Lockheed-Martin, et absorbe Loral Corporation en 1996. Hugues Electronic Corporation est racheté en 1997 par Raytheon, qui récupère aussi les divisions défense de Texas Instrument (1997) et Chrysler (1997). Boeing fait de même en achetant les divisions Défense et Aérospatiale de Rockwell International en 1996 et reprend McDonnell Douglas dans son intégralité en 1997. Quand, à Northrop Corporation, elle devient Northrop Grumman en 1994, avec la fusion de Grumman Aerospace, en 1995 elle absorbe la Westinghouse Electronic System Group et Xetron (en), en 1997 Logicon (qui a absorbé Syscon Corporation en 1995 et Geodynamic Corporation en 1996). Si une fusion avec Lockheed-Martin échoue en 1998, en 1999, elle achète Teledyne Ryan, pour son savoir-faire sur les drones.
Ces fusions acquisitions ont plusieurs conséquences négatives. Directement, des milliers d'employés sont licenciés, et très vite, la concurrence disparaît peu à peu, pour laisser place à un oligopole. Mais surtout, le maintien des savoir faire n'est pas garanti, le PDG de Lockheed-Martin expliquant que dans ce domaine, le marché libre ne garantit pas automatiquement le maintien d'une capacité de défense viable. Cependant, les années 1990 voient la mise en place du programme Joint strike fighter, qui doit aboutir en 2001 et est considéré comme le contrat du siècle, pour lequel se battent notamment Lockheed-Martin (qui le remporte) et Boeing.
Quant au programme IDS, il est abandonné en 1993 par le président Bill Clinton, il trouvera un successeur pendant les années 2000, dans le programme National missile defense (ou bouclier anti-missile) lancé par George W. Bush alors que les États-Unis s'engagent en Irak et en Afghanistan. Le coût des programmes depuis l'annonce de l'IDS en 1983 à 1999 est estimé à 68,7 milliards de dollars (valeur 2000) et le financement de l'ensemble des programmes antimissiles de 1957 à 1999 à 122 milliards de dollars.

## Le complexe militaro-industriel auXXIesiècle
Malgré un budget militaire aux États-Unis de nouveau en hausse depuis le début du XXIe siècle, les derniers grands programmes d'armement du CMI de ce pays ne représentent plus qu'une fraction de ce qu'ils furent au plus fort de la guerre froide.
De 1 300 000 salariés en 1989, le secteur est tombé à 547 400 à la fin de 2003. Au cours de la même période, le montant des acquisitions a été réduit de 30 % (seulement 70 milliards de dollars US en 2003), tandis que le nombre de militaires passait de 2,2 millions à 1,4 million. Si en 1940, il y avait 17 constructeurs dans l’aéronautique militaire américaine, en 2010 ils n’étaient plus que trois grands : Boeing, Northrop Grumman, et Lockheed Martin. On peut cependant ajouter à ceux-ci des firmes comme AeroVironment, spécialisée dans la production de drones.
Pour la production de munitions, à la suite de la chute de 80 % des commandes entre 1985 et 1994, 75 % des entreprises qui avaient des activités dans ce secteur en 1985 avaient abandonné leur production en 1995, ce qui a causé des problèmes pour répondre aux demandes accrues à la suite des guerres d'Afghanistan et d'Irak.

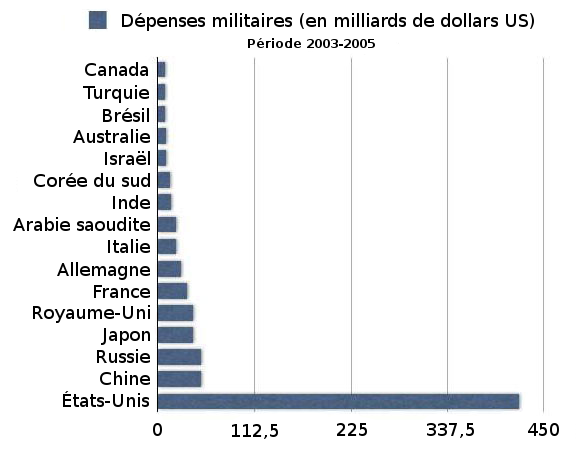
Le « gant de fer » : caractéristique d'une superpuissance, l’hégémonie des États-Unis dans le domaine militaire se révèle notamment par son budget.

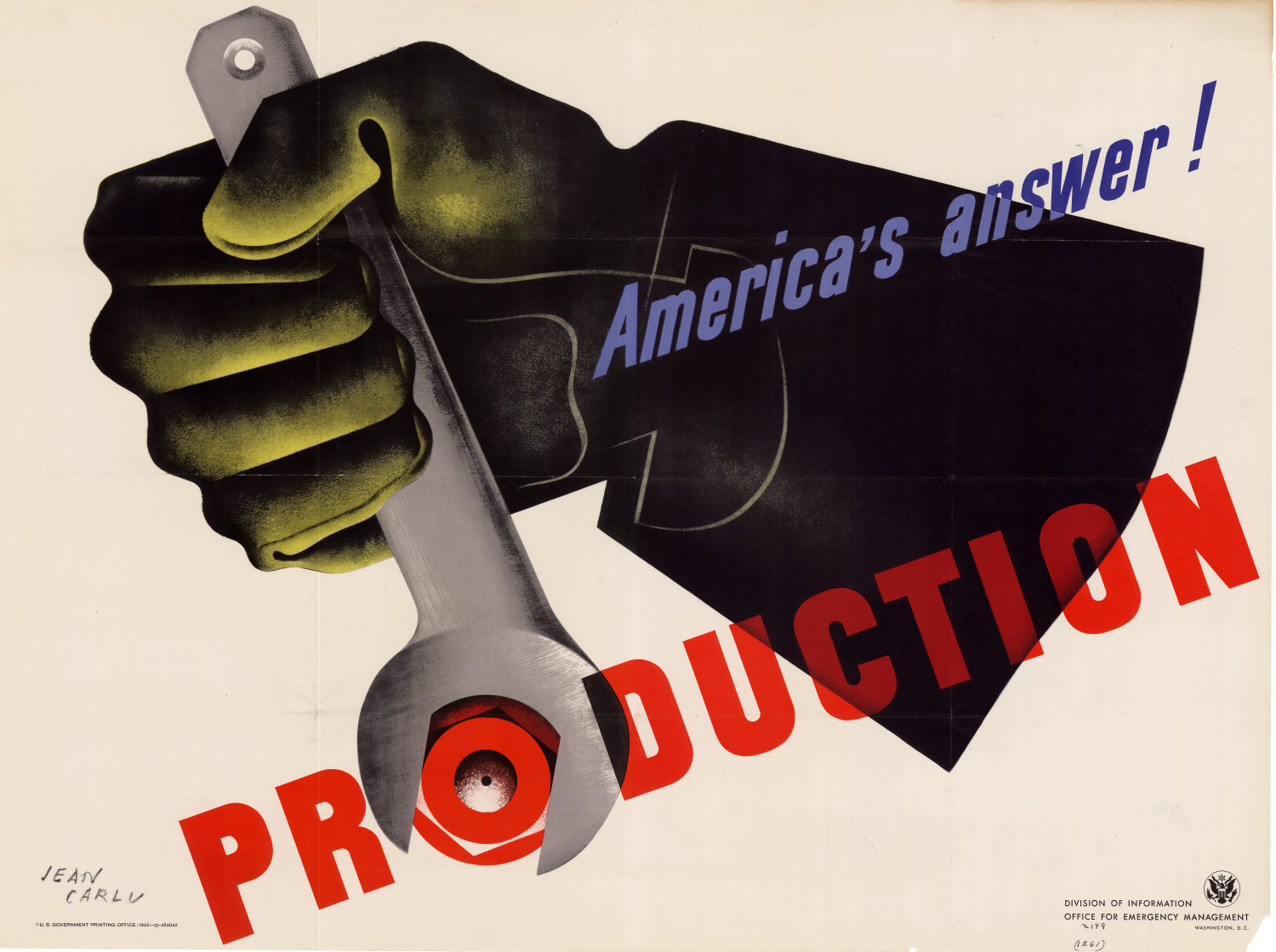
Le même gant de fer explicitement représenté pendant la Seconde Guerre mondiale pour exalter la production de matériel de guerre
Source : Office for Emergency Management.

Pour les années 2000, les nouveaux secteurs de développement concernaient les drones dans laquelle des opérateurs au sol remplace les pilotes, et la recherche sur la guerre électronique et la sécurité des systèmes d'information, regroupés dans un domaine militaire visant à pérenniser la capacité de Projection et la Cyberguerre.
L'accession au pouvoir de l'administration Bush a permis de lancer un ambitieux programme de redéfinition des objectifs pour l'armée américaine et des moyens pour en assurer le déploiement. Ce programme a été élaboré par le think tank Project for the New American Century, relève du domaine suivant : (en) Revolution in Military Affairs, fut converti en législation par le secrétaire d’État à la Défense Donald Rumsfeld, qui a fait en sorte que ces coûteuses dispositions ne soient pas révocables après son départ en 2006 ; l'initiative Future Force Warrior, établie sur le développement de technologies d'avant-garde telles que l'exosquelette motorisé, constitue la plus emblématique de ces projets. Assurer le déploiement de chars de combat robotiques (semblables aux drones pour l'armée de l'air), sur le champ de bataille fait aussi partie des projections. Sa mission accomplie, le groupe Project for the New American Century s'est justement dissous cette même année.
En 2004, le budget de la défense (hors sécurité intérieure) représentait 3,3 % du PNB contre 6,5 % en 1984 (la France consacrait alors 4,2 % de son PNB à sa défense).
Le gigantisme du budget accordé au domaine de la défense aux États-Unis reflète l'emprise de ces contractants sur la scène politique depuis les années 1950, ce qui a donné lieu à de nombreuses controverses dans le débat public.
En effet, les dépenses publiques dans ce domaine sont un facteur considérable de soutien à la croissance du pays, mais aussi un frein à l'amélioration des performances concurrentielles des entreprises qui vivent des mannes de ce marché protégé.
Devant la montée considérable des coûts des programmes d'armement, de l'ordre de 5 à 10 % par an, on assiste depuis le début du XXIe siècle à un retournement de tendance et une mise en concurrence de plus en plus grande des entreprises américaines avec leurs homologues étrangers. Plusieurs projets d'entreprises étrangères ont été choisis pour équiper les forces américaines en lieu et place des produits strictement nationaux, des armes légères aux hélicoptères de transport, même si la construction de ceux-ci reste quasi exclusivement sur le territoire national.[réf. nécessaire] Ainsi, en 2011, le DOD a acheté pour 24 milliards d'équipements, carburant et services à l'étranger, soit 6,4 % des 374 milliards de dollars d'achats effectués.
Selon l'United States Army Materiel Command, un milliard six cents millions de munitions de petit calibre (du 5,56 mm Otan à la .50 BMG) ont été consommées en 2007 par les forces armées. Un milliard trois cents millions sont fabriquées aux États-Unis dans deux usines, trois cents millions sont importées essentiellement d'autres pays alliés tels Israël et Taïwan.

### Sous l'administration Obama
Dans le contexte de la crise des subprimes, et d'une réévaluation de la politique de l'administration Bush, Robert Gates a annoncé en avril 2009 d'une part vouloir réduire la part des contrats privés du département de la Défense (contrats avec les sociétés militaires privées, etc.), et d'autre part annuler une partie des programmes d'armement engagés par les administrations précédentes. Il a ainsi déclaré vouloir annuler la partie du Future Combat Systems (en) concernant les véhicules (qui représentent 87 milliards de dollars, le programme total représentant 150 milliards). Il a aussi annoncé l'annulation d'autres programmes (le programme de satellites TSAT (en) développé par Boeing, le projet Lockheed Martin de remplacement de l'hélicoptère présidentiel Marine One VH-71, l'estimation du coût du programme étant passé de 6 à 13 milliards, et ayant déjà six ans de retard, le gel des commandes d'avions de combat furtifs Lockheed Martin F-22 Raptor et d'avions-cargos Boeing C-17, etc.).
Le Congrès n'a suivi qu'une partie de ces recommandations et a inscrit au budget jusqu'en 2013 l'achat de C-17 dont le dernier sort en 2015.

### Années 2020
En 2024, les exportations militaires américaines s'élève à 318,7 milliards de dollars américains, soit environ 15 % du total des exportations américaines de biens et le double des exportations agricoles.
Cela est dû en grande partie à l'invasion de l'Ukraine par la Russie en 2022 qui a fait augmenter les tensions en Europe dont les nations ont augmenté leur achat d'armements.
Mais début 2025, le début du second mandat de Donald Trump marqué par une hostilité avec ses alliés faut que le Canada et les pays européens  reconsidèrent leur dépendance à l'égard de l'armement américain.

## Sites de production
Voici une liste de quelques grands sites de production et de conception d'armements, d'aéronefs et de navires de guerre ; certains ne sont plus en activité :
- Laboratoire national de Lawrence Livermore ;
- Laboratoire national de Los Alamos ;
- Laboratoires Sandia,
- Complexe nucléaire de Hanford, ces laboratoires conçoivent entre autres les armes nucléaires ;
- Pantex, actuellement chargé du démantèlement des armes nucléaires ;
- Air Force Plant 42, site dépendant de l'État utilisé par divers grands constructeurs de l'aérospatiale pour des programmes majeurs ;
- Usine Boeing de Wichita, produisant entre autres des bombardiers stratégiques des années 1940 aux années 1960 ;
- Boeing Plant 2, produisant des bombardiers puis des avions civils de 1936 à 1970 ;
- Usine Glenn L. Martin d'Omaha, transformé après guerre en base aérienne ;
- Usine North American de Kansas City (Kansas), produisant des bombardiers légers de 1942 à 1945 ;
- Usine Avco de Stratford, produisant des avions puis des moteurs jusqu'en 1998 ;
- Usine de moteurs d'avions Dodge-Chicago ;
- Usine Raytheon de Tucson, site de production de missiles ;
- Usine Lockheed Martin de Marietta, produisant des bombardiers et des avions de transport militaire ;
- Springfield Armory, premier centre de fabrication d'armes à feu militaires américaines, de 1777 à 1968 ;
- Arkansas Ordnance Plant, site de production de munitions ;
- Denver Ordnance Plant, site de production de munitions durant la seconde guerre mondiale reconverti en centre administratif ;
- Chantier naval Northrop Grumman de Newport News, 1er chantier naval des États-Unis et actuellement le seul construisant des porte-avions ;
- Chantier naval Avondale en Louisiane ;
- Chantier naval Bath Iron Works dans le Maine ;
- Chantier naval Electric Boat de Groton, site de production de sous-marins ;
- Mare Island Naval Shipyard, grand chantier naval historique ouvert de 1854 à 1996 ;
- New York Navy Yard, chantier naval de 1801 à 1966.
- Portsmouth Naval Shipyard, chantier naval de 1800 à nous jours.

## Le secteur de la Défense
La part de la production d'armes proprement dite se réduit en faveur des services logistiques, de C4ISR et autres « multiplicateurs de forces », externalisation des services, etc.
Le budget de la défense prévu pour 2010 comprend 104,4 milliards de dollars pour l'acquisition ou la rénovation d'équipements militaires sur 636 milliards de dollars (436 milliards d'euros) au total.
Les fournisseurs de services de l'administration fédérale américains sont passés de 60 000 à 157 000 (dont 115 000 Petites et moyennes entreprises) entre 2000 et 2010. Les premiers (Lockheed Martin, Northrop Grumman, Boeing, Raytheon, General Dynamics) ayant environ 20 % des 198 milliards de dollars de ce budget des services du DoD sur un total de 333 milliards.
Voici la liste des 10 plus grands fournisseurs du département de la Défense des États-Unis en 2005 :
| Rang | Nom                             | Milliards de $ | % du budget |
| ---- | ------------------------------- | -------------- | ----------- |
| 1    | Lockheed Martin                 | 19,45          | 7,2         |
| 2    | Boeing                          | 18,32          | 6,8         |
| 3    | Northrop Grumman                | 13,51          | 5           |
| 4    | General Dynamics                | 10,64          | 4           |
| 5    | Raytheon                        | 9,11           | 3,4         |
| 6    | ?                               |                |             |
| 7    | BAE Systems                     | 5,58           | 2,1         |
| 8    | United Technologies Corporation | 5,02           | 1,9         |
| 9    | L-3 Communications              | 4,71           | 1,9         |
| 10   | DXC Technology (ex csc)         | 2,83           | 1,1         |

| Rang | Nom                 | Nationalité/ localisation | Rang 2008 | Revenu de la défense (milliards de USD) | % du revenu total |
| ---- | ------------------- | ------------------------- | --------- | --------------------------------------- | ----------------- |
| 1    | Lockheed Martin     | États-Unis                | 1         | 42,025                                  | 93,0              |
| 2    | BAE Systems         | Royaume-Uni               | 2         | 33,418                                  | 95,2              |
| 3    | Boeing              | États-Unis                | 3         | 31,932                                  | 45,9              |
| 4    | Northrop Grumman    | États-Unis                | 4         | 30,656                                  | 90,8              |
| 5    | General Dynamics    | États-Unis                | 5         | 25,904                                  | 81                |
| 6    | Raytheon            | États-Unis                | 6         | 23,139                                  | 93                |
| 7    | Airbus              | France/ Pays-Bas (UE)     | 7         | 15,013                                  | 25,1              |
| 8    | Leonardo            | Italie                    | 9         | 13,332                                  | 52,6              |
| 9    | L-3 Communications  | États-Unis                | 8         | 13,014                                  | 83,3              |
| 10   | United Technologies | États-Unis                | 10        | 11,100                                  | 21                |

## Rapports avec les médias
Aux États-Unis, les conseils d’administration de la plupart des grands groupes médiatiques comprennent des représentants des industries de l’armement. Ainsi, le New York Times, CBS, et le Washington Post ont compté au sein de leurs conseils d’administration d'anciens secrétaires à la Défense. Certains analystes évoquent ainsi un « complexe militaro-médiatique » et posent la question de l'indépendance de la presse.